# Borgward Group

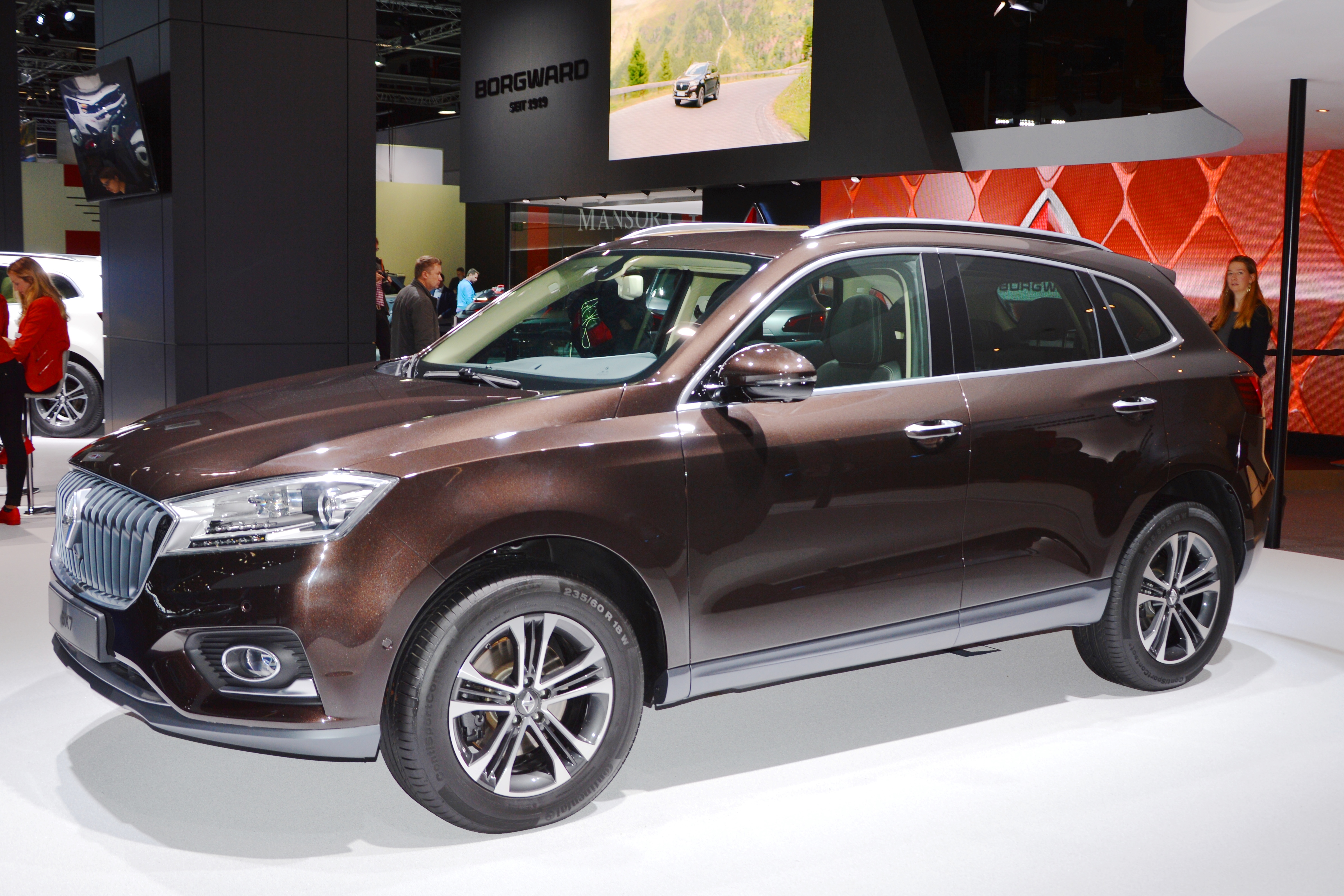
Borgward BX7 auf der IAA 2015

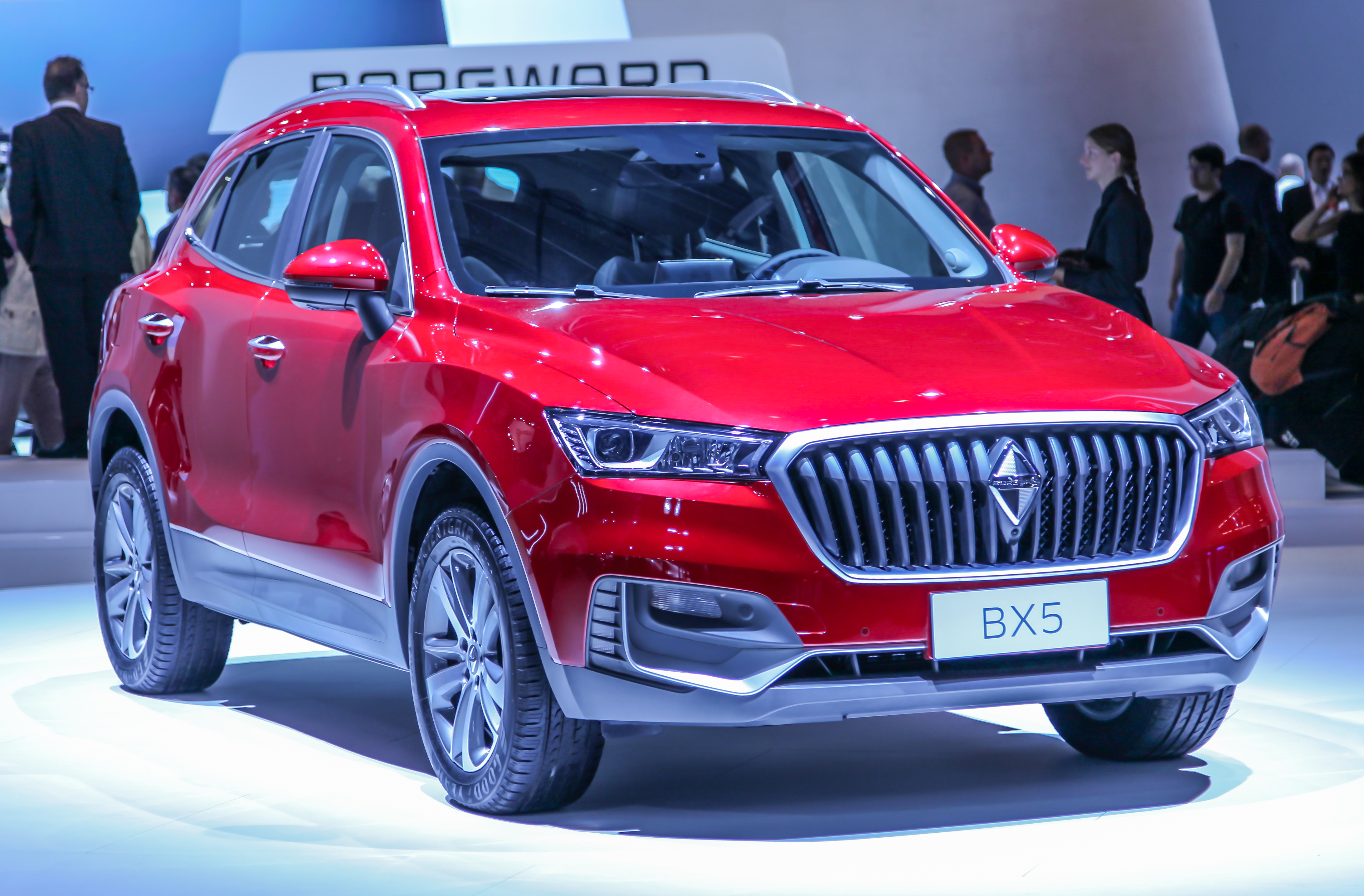
Borgward BX5 auf der IAA 2017

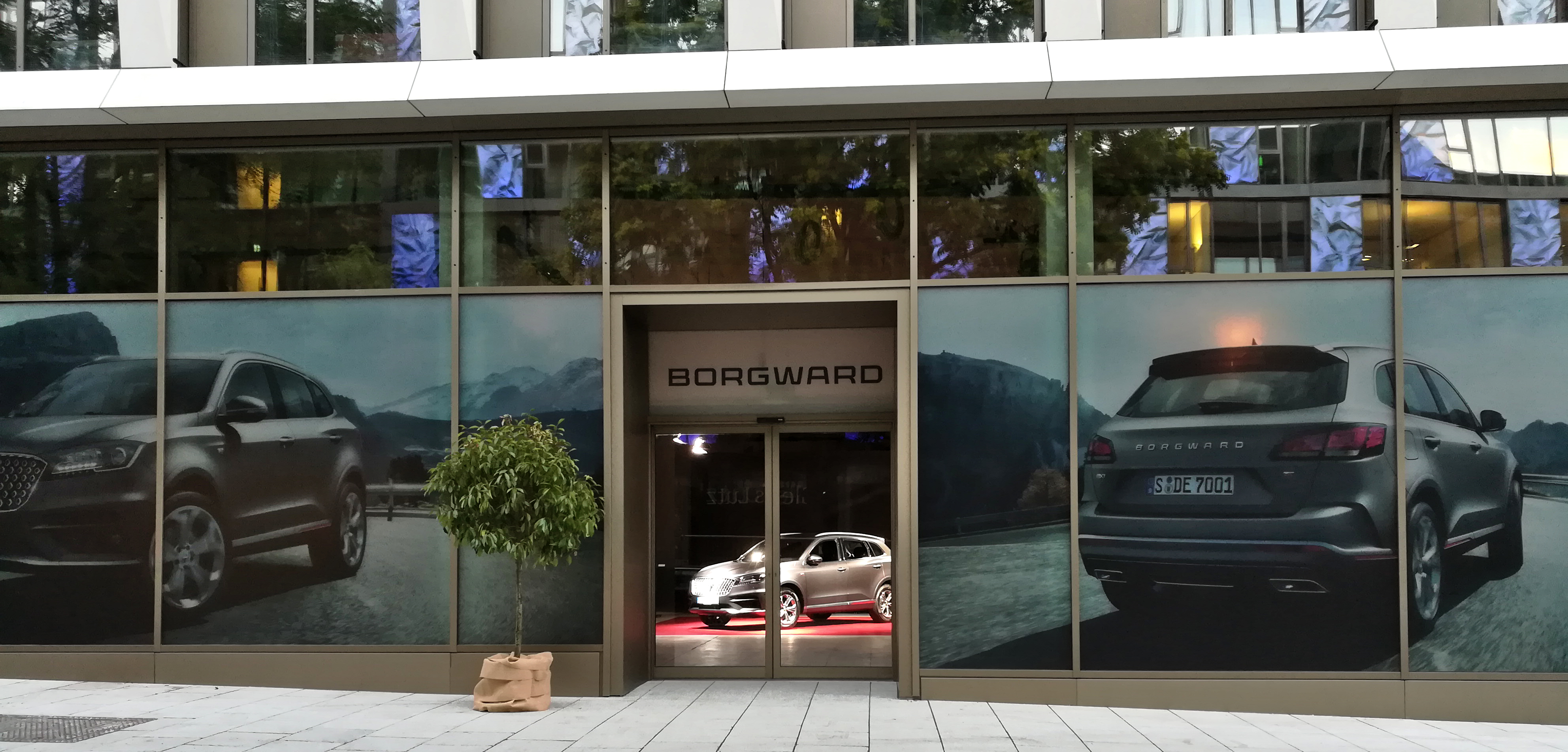
Das erste Borgward „Brand Center“ wurde im Juni 2018 in Stuttgart eröffnet

Die Borgward Group war ein Unternehmen mit Sitz in Stuttgart, das seit Januar 2019 zum chinesischen Mobilitätsunternehmen Ucar gehörte. Das Unternehmen hatte die traditionsreiche Marke Borgward wiederbelebt, die 1963 nach dem Konkurs verschwand. Geplant waren verschiedene SUV-Modelle.

## Wiederbelebung der Marke Borgward
Seit 2005 arbeitete Christian Borgward, der Enkel Carl F. W. Borgwards, zusammen mit Karlheinz L. Knöss, einem ehemaligen Daimler-Pressesprecher, an der Rückkehr von Automobilen der Marke Borgward. Am 21. Mai 2008 gründeten beide in Luzern (Schweiz) die Borgward AG. Im März 2014 wurden die Markenrechte an Borgward an das chinesische Unternehmen Beiqi Foton Motor verkauft. Foton kündigte an, ab 2015 wieder Autos unter dem Namen Borgward auf den Markt zu bringen.
Am 7. Mai 2015 wurde aus der am 27. Dezember 2010 gegründeten Foton Germany Auto-Tech Engineering GmbH die Borgward Group AG. Das Unternehmen kann als europäische Unternehmenszentrale angesehen werden. Der Sitz befand sich im City Gate in Stuttgart.
Im März 2016 wurde die Borgward China Co. Ltd. gegründet. Die Produktion der ersten Fahrzeuge lief 2016 in einem neuen Werk in Peking an, der Verkauf für die Volksrepublik China sollte im April 2016 auf der Beijing Auto Show starten. Im Jahr 2016 wurden mehr als 30.000 Fahrzeuge verkauft. Bis Juni 2018 wurden in China insgesamt 100.000 PKW verkauft und die Fahrzeuge auch in Südostasien, Südamerika und im Mittleren Osten vertrieben. Der Vertrieb in Deutschland sollte online erfolgen. Die Präsentation der Fahrzeuge und die Ermöglichung von Probefahrten sollte über ein „Brand Center“ in Stuttgart und anderen Städten und „Roadshows“, bei denen die Fahrzeuge Kunden an wechselnden Orten gezeigt wurden, geschehen. Die Wartung und die Ersatzteillogistik sollte vom Kooperationspartner A.T.U übernommen werden.
Im Januar 2019 wurde bekannt, dass der Mutterkonzern Foton seine Borgward-Beteiligung mehrheitlich an das chinesische Startup-Unternehmen Ucar veräußert hat. Der Kaufpreis soll dem Vernehmen nach bei rund 500 Millionen Euro gelegen haben. Die angestrebte Rückkehr der Borgward-Produktion an den alten Stammsitz Bremen wurde durch den Gesellschafterwechsel nicht weiter verfolgt.
Am 25. Juli 2019 erfolgte die Umwandlung von der Aktiengesellschaft in die Borgward Group GmbH. Am 17. Oktober 2019 löste Liangyun Chen den bisherigen Geschäftsführer Baiyin Wang ab.
Am 7. Dezember 2022 begann die Insolvenz, die am 5. November 2024 zur Liquidation führte.

## Absatzkrise
Im Juli 2017 begann für Borgward eine immense Absatzkrise auf dem chinesischen Heimatmarkt. Während der chinesische Automarkt um 4 % gewachsen ist und das SUV-Segment, in dem die beiden Borgward-Modelle vertreten sind, sogar um 15,5 %, musste Borgward in den Monaten Juli bis Oktober kräftige Einbußen hinnehmen. Der Einbruch begann im Juli mit einem deutlichen Minus von 21 % und setzte sich in den Monaten August (−40 %), September (−41 %) und Oktober (−21 %) fort. Besonders problematisch ist, dass das margenstarke Topmodell, der BX7, vor allem von diesem Rückgang betroffen ist, mit einem Minus von 84 % im Oktober. Für das gesamte Jahr 2017 lag das Plus zwar noch bei 79 Prozent, aber dieser Effekt ging vor allem darauf zurück, dass Borgward erst seit Mitte 2016 auf dem Markt ist und die ersten Monate des Jahres deshalb keinen Vorjahresvergleich haben. Darüber hinaus wurde das kleine BX5-Modell erst Anfang des Jahres eingeführt.

## Borgward Trademark Holdings GmbH
Zur Gruppe gehörte unter anderem die 2023 liquidierte Borgward Trademark Holdings GmbH. Ihre Zwecke waren Erwerb, Veräußerung und Verwaltung von Rechten geistigen Eigentums wie z. B. Marken und Patentrechte, die erlaubnisfreie Beratung bei der Beteiligung an Unternehmen, der Import und Export von Waren und Dienstleistungen sowie der Transfer von und das Investment in Technologie und Know-how. Sie hielt die Rechte an den Logos der Marken Borgward, Lloyd und Goliath, die Namensrechte für Isabella, Hansa und Lloyd, sowie zahlreiche Gebrauchsmuster für die Automobiltechnik.

## Kooperationen
Die Entwicklung von Otto- und Dieselmotoren für die neuen Modelle erfolgte ab 2010 gemeinsam mit dem Aachener Ingenieursdienstleister FEV GmbH. Insgesamt wurden vier Benzin- und Dieselmotoren entwickelt und für die Serienproduktion vorbereitet. Im September 2015 wurde bekannt gegeben, dass die Kooperation als langfristige strategische Partnerschaft vertieft werden soll. Dafür werde Borgward in Aachen ein Institut zur Motorenforschung mit 40 bis 50 Mitarbeitern gründen.

## Modelle

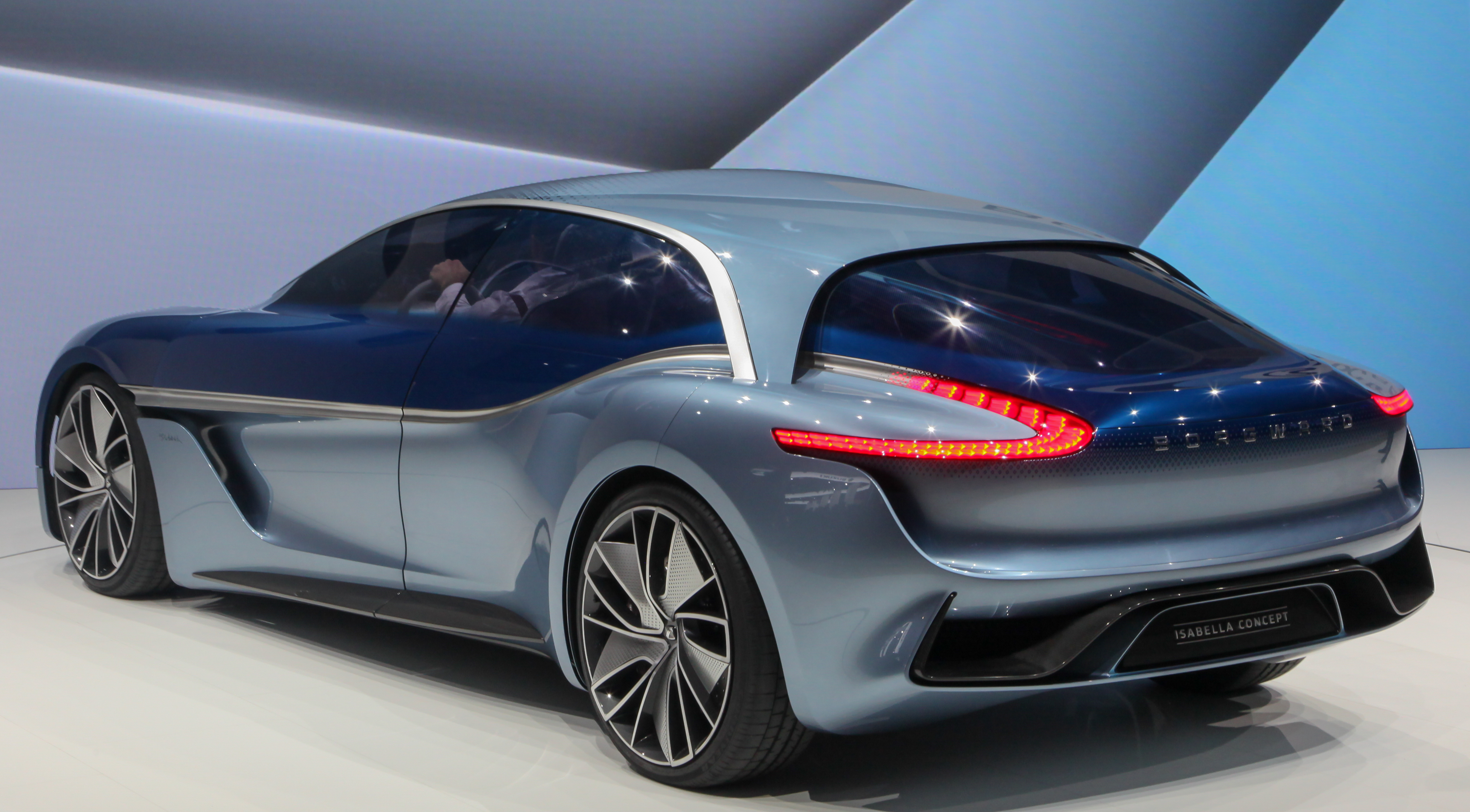
Borgward Isabella Concept auf der IAA 2017

Auf der IAA 2015 in Frankfurt am Main wurde ein SUV mit der Bezeichnung „Borgward BX7“ präsentiert, der ab Sommer 2016 in China verkauft wurde. Auf dem Genfer Auto-Salon 2016 folgten der kleinere BX5 und der darauf aufbauende BX6 TS. Auf der IAA 2017 zeigte der Hersteller mit dem „Isabella Concept“ die Designstudie eines möglichen Sportcoupés der Marke. Der Borgward BX3 wurde Ende 2019 vorgestellt.
- Borgward BX3
- Borgward BX5
- Borgward BX6
- Borgward BX7
- Borgward Isabella Concept